# Inzersdorf
Inzersdorf (fins a 1893: Inzersdorf am Wienerberge, 1893–1938: Inzersdorf bei Wien) va ser un municipi fins al 1938 i ara és un barri de Liesing, el 23è districte de Viena, així com una comunitat cadastral vienesa .

## Geografia

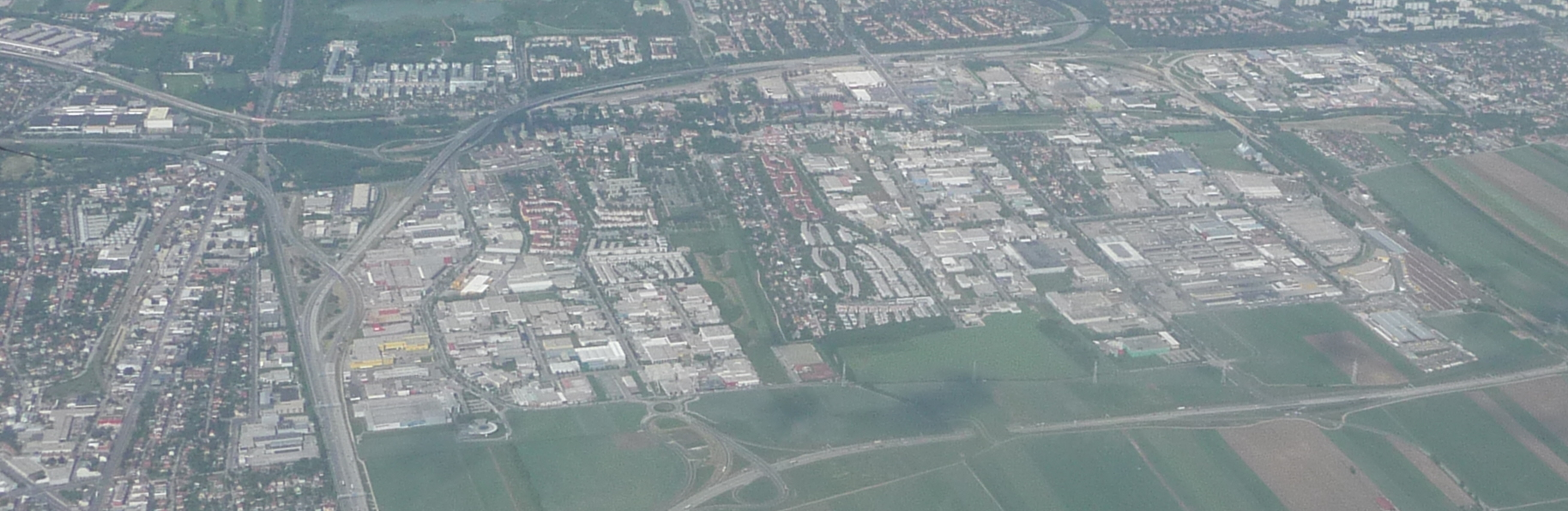
Vista aèria d'Inzersdorf, vista des del sud

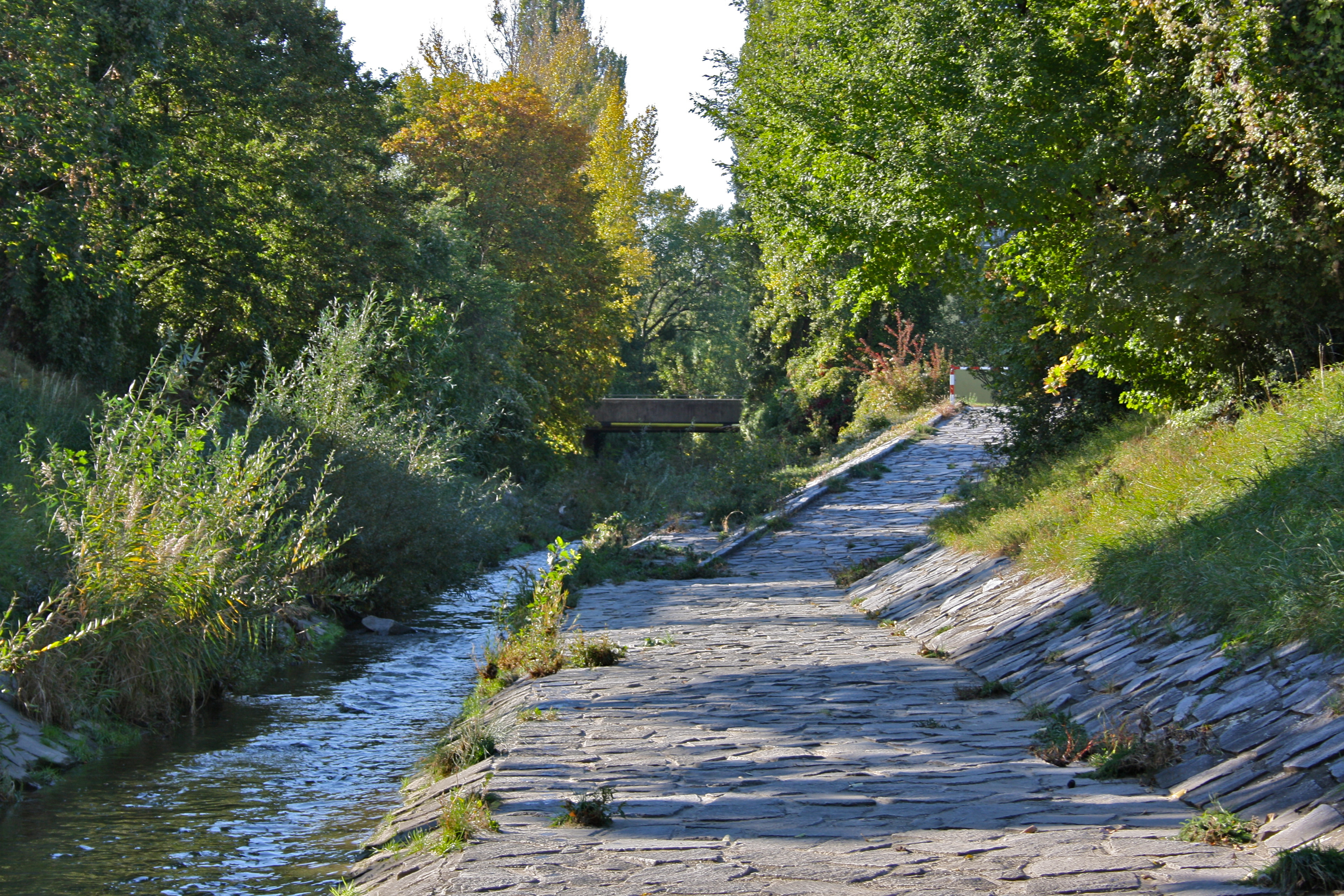
El riu Liesing a Inzersdorf

La comunitat cadastral actual, Inzersdorf, té una superfície de 854,06 hectàrees i, per tant, és la part més gran del districte de Liesing pel que fa a la superfície.
L'antiga població se situava a banda i banda del riu Liesing, al sud del Wienerberg. Riu amunt hi ha els barris vienesos d’ Atzersdorf i Erlaa, ambdós part del districte de Liesing, aigües avall el barri de Rothneusiedl, que ja forma part del 10è districte, Favoriten. Es tracta d'un terreny pla al·luvial, on el riu va dipositar grans quantitats de sediments i argila, que eren una matèria primera important per a les fàbriques de maons i la indústria dels materials de construcció. Llacs com el Steinsee o el Schlosssee són una relíquia d’aquest passat, ja que es tracta d'antigues fosses d’excavació per a fàbriques de maons de l'empresa Wienerberger. Actualment funcionen com a llacs de bany. Aquestes antigues fosses d'argila reconvertides en banys, públics o privats, són freqüents a l'Àustria oriental, sobretot a Viena, Baixa Àustria i Burgenland.
El senyoriu i posterior municipi d'Inzersdorf s'estenia, en el seu moment àlgid al segle xix, des de l'actual Antonsplatz actual al 10è districte al nord fins als límits gairebé actuals de la ciutat al sud (frontera amb el senyorius dels actuals municipis de Vösendorf, Leopoldsdorf, i els barris d'Oberlaa i Unterlaa, a l'oest des de la zona d'Alt Erlaa i el llac Steinsee fins a l'àrea de la línia Pottendorfer a l'est. Fins a principis del segle xvi hi havia dues poblacions dins d'aquesta àrea, Inzersdorf i Willendorf. Aquest últim no es va reconstruir després de la destrucció del setge turc el 1529; es va construir Neusteinhof al seu lloc. El 1773 es van construir les cèl·lules germinals del nou veïnat de Neustift (també Strassenhäuser, cases de la carretera) a banda i banda de la Triester Straße, la carretera que surt de Viena en direcció a Trieste.
Des del punt de vista geològic, Inzersdorf consisteix en gran part en grava de plistocè. Al sud-est i oest hi ha argila quaternària i argila soluble lleugera. El nord, al llarg del riu Liesing, es considera part de l’època geològica de l’ Holocè.

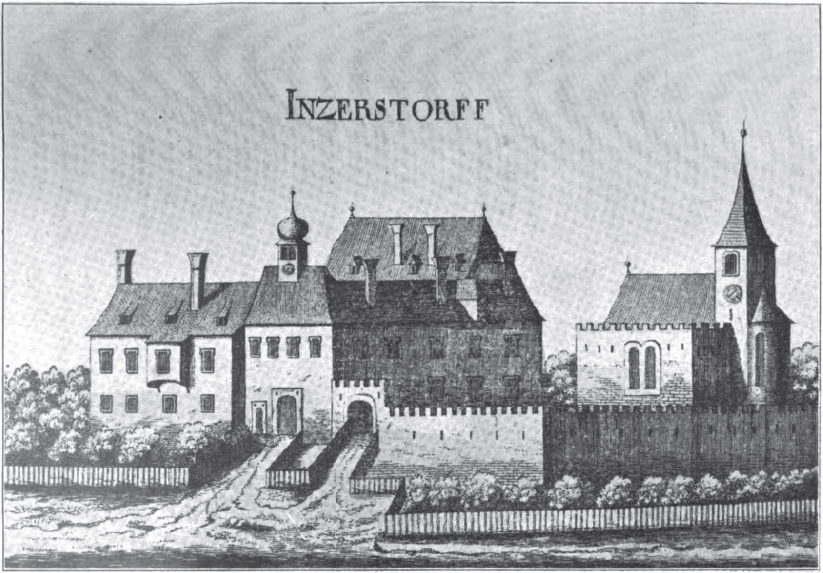
Inzersdorf, de Topographia Archiducatus Austriae inferioris de Georg Mathaeus Vischer 1672

La primera menció escrita de la població va tenir lloc entre els anys 1120 i 1125 com Imicinesdorf o Ymizinisdorf . Inzersdorf va ser molt destruïda durant el primer i el segon setge turc de Viena. Maria Katharina, Princesa de Kinsky va portar colons estrangers per repoblar el poble destruït dotze anys després; el carrer Kinskygasse li deu el nom per aquest motiu.
El poble es va convertir en un centre d'ensenyament protestant dirigit pels germans Geyer von Osterburg. Molts vienesos van aprofitar l'oportunitat per "sortir" a Inzersdorf per escapar de l'obligació d'assistir a Missa a Viena. Després de l’abandonament de l’antic cementiri de l'església parroquial el 1784, es va crear el cementiri d’Inzersdorf actual. Després de múltiples canvis de propietat, el "baró dels maons" Heinrich von Drasche-Wartinberg va heretar el senyoriu el 1857; un carrer, la Draschestrasse, i un parc en fan testimoni avui dia, així com el costum local d'anomenar el veïnat entre la Triester Strasse, l'Altmannsdorferstrasse i l'Anton-Baumgartner--Strasse "les terres de Drasche" (die Draschegründe). En el moment de la industrialització, la població va adquirir molta importància industrial, especialitzada principalment en la producció de maons. La indústria del maó va anar prenent cada vegada més importància amb el pas del temps. El 1872 les fàbriques produïen 100 milions de maons, encara el 1848 només 16 milions.
Per aquest motiu, a finals del segle xix es decidí incorporar la meitat septentrional i més desenvolupada d’Inzersdorf al districte vienès de Favoriten, sota el nom d'Inzersdorf-Stadt Als nous límits de la ciutat de Viena, el 1891 es va construir un edifici de burots, que encara existeix avui, per cobrar l'impost sobre el consum. Al mateix temps, Inzersdorf bei Wien va incorporar 17 % de la superfície amb al voltant d'un % de la població del municipi d’ Altmannsdorf, la resta del qual també s'integrà a Viena. La pèrdua d'Inzersdorf-Stadt va provocar un important debilitament econòmic de la resta de la ciutat, ja que la majoria de les fàbriques es van perdre, entre altres coses. En els anys següents, Inzersdorf es va orientar econòmicament principalment a la propera ciutat de Liesing. A mitjans del segle xix es van construir les primeres fàbriques.
La institució privada per a malalts mentals (més tard: sanatori) va ser una de les institucions més conegudes d'Inzersdorf i va existir durant gairebé 70 anys després que el metge Emil Fries (també: Frieß; 1844–1898) juntament amb Hermann Breslauer (també: Breßlauer) adaptessin l'antiga residència d'estiu del príncep Ferdinand von Lobkowitz zu Raudnitz (1797-1868), inicialment amb 25 llits i posteriorment ampliada en diverses fases. Entre els pacients més destacats hi va haver Joseph Selleny (mort a la institució el 1875), Bertha Pappenheim (juny - novembre de 1881), Peter Altenberg (desembre de 1910 a setembre de 1911), Josef Weinheber (l'últim cop 1940 per abstinència de l'alcohol).
La fàbrica de bombetes Osram era a la frontera amb Atzgersdorf.
Després que Àustria "s'annexionés " a l' Imperi Alemany, i per efecte de la Llei de Creació de la " Gran Viena " de l'1. Octubre de 1938, Inzersdorf, juntament amb Liesing i tretze poblacions més, va passar a formar el 25è districte de Viena. Acabada la Segona Guerra Mundial, Inzersdorf va passar a formar part del 23è districte, anomenat Liesing, i format només per una part dels municipis anteriors.Durant la Segona Guerra Mundial, el districte de Liesing va ser un dels districtes vienesos que va patir més el bombardeig aliat, que tenien com a objectiu les instal·lacions industrials. El districte, però, es recuperà ràpidament durant la reconstrucció postbèl·lica.
El 1947 el districte va patir una epidèmia de tifus.
A finals del segle XX es van crear nous veïnats a Inzersdorf. L’assentament de Traviatagasse es va construir entre el 1988 i el 1991. Les seccions individuals van ser planificades pels arquitectes Carl Pruscha i Raimund Abraham, només per Carl Pruscha, per Walter Buck i Uta Giencke i per Günther Lautner, Peter Scheifinger i Rudolf Szedenik. El veïnat Othellogasse es va construir del 1990 al 1993 sota la planificació general de Melicher, Schwalm-Theiss & Gressenbauer. El 1951, l'última vegada que es va fer el cens a la comunitat autònoma, Inzersdorf tenia 6.026 habitants; la població actual ronda els 14.000 habitants. El creixement de la població probablement segueixi durant la primera meitat del segle xxi, arrel de la replanificació urbanística que ha reconvertit antigues zones industrials abandonades en zones urbanitzables.

## Cultura i llocs d'interès
Originalment, a Inzersdorf hi havia un castell barroc del segle XVII i un castell proper més modern. Tots dos edificis, coneguts en conjunt sota el nom de castell d'Inzersdorf, van ser malmesos greument per bombardejos durant la Segona Guerra Mundial i enderrocats durant la construcció de la circumval·lació sud-est de Viena. L’antic parc del palau s'utilitza ara com a parc públic amb el nom de Draschepark.
L' església parroquial classicista d'Inzersdorf, al centre de la població, es va construir entre 1818 i 1820. L’anomenat palauet de Maria Theresia, situat en un parc, es va construir a la primera meitat del segle xviii., probablement sota la direcció de l'arquitecte Johann Bernhard Fischer von Erlach. El palauet Grünberger a la Draschestraße és una casa de camp barroca construïda cap al 1720/30.L'antiga fàbrica de conserves Inzersdorfer va ser parcialment enderrocada el 2010 per construir-hi un complex residencial, un institut de secundària i una zona comercial.
Inzersdorf és representat a l'escut del districte de Liesing per un motiu consistent en tres espigues de blat que creixien d'un cor vermell, emmarcades a l'esquerra i a la dreta per un lleó daurat i un cavall daurat.

## Economia i infraestructures
A Inzersorf hi ha una gran zona industrial. A Blumental, a l'est del barri, hi ha mercat a l'engròs de Viena (Magistratsabteilung 59), on es comercialitzen productes agrícoles i flors en uns 300.000 m². Una de les empreses més conegudes d'Inzersdorf és Inzersdorfer, una empresa de menjars preparats que existeix des del 1873 i que es va fundar com la "Primera fàbrica de conserves militars austríaques", tot i que aquesta empresa ja no està ubicada a Viena. El fabricant de salsitxes Wiesbauer també té la seu social a Inzersdorf. El 2002, la impremta estatal austríaca es va traslladar al barri. El mateix any es va obrir un centre logístic de correus.
L'escola primària Draschestrasse es troba al centre d’Inzersdorf. L'edifici de l'escola, neoclàssic i secessionista va ser construït el 1912 i ha unicat diverses institucions pedagògiques al llarg de la història. Molt a prop hi ha un institut de secundària, construït el 1996 en substitució d'un institut proper, tancat per deficiències en la construcció.
A a Inzersdorf hi ha tres farmàcies .

## Personalitats
- Franziska Donner (1900-1992), muller del president de Corea del Sud Rhee Syng-man
- Heinrich von Drasche-Wartinberg (1811-1880), industrial
- Erika Hirsch (1924–1998), música i compositora
- Anton Ölzelt (1817–1875), mestre d'obres
- Adelheid Popp (1869-1939), activista pels drets humans (en concret, els drets de les dones)
- Maria Rosa Aloisia Katharina, Princesa de von Kinsky (1783–1842), antiga propietària del senyoriu Inzersdorf
- Karl Swoboda (1882–1933), campió del món d’halterofília
- Hubert Trimmel (1924-2013), explorador de coves

## Galeria d'imatges

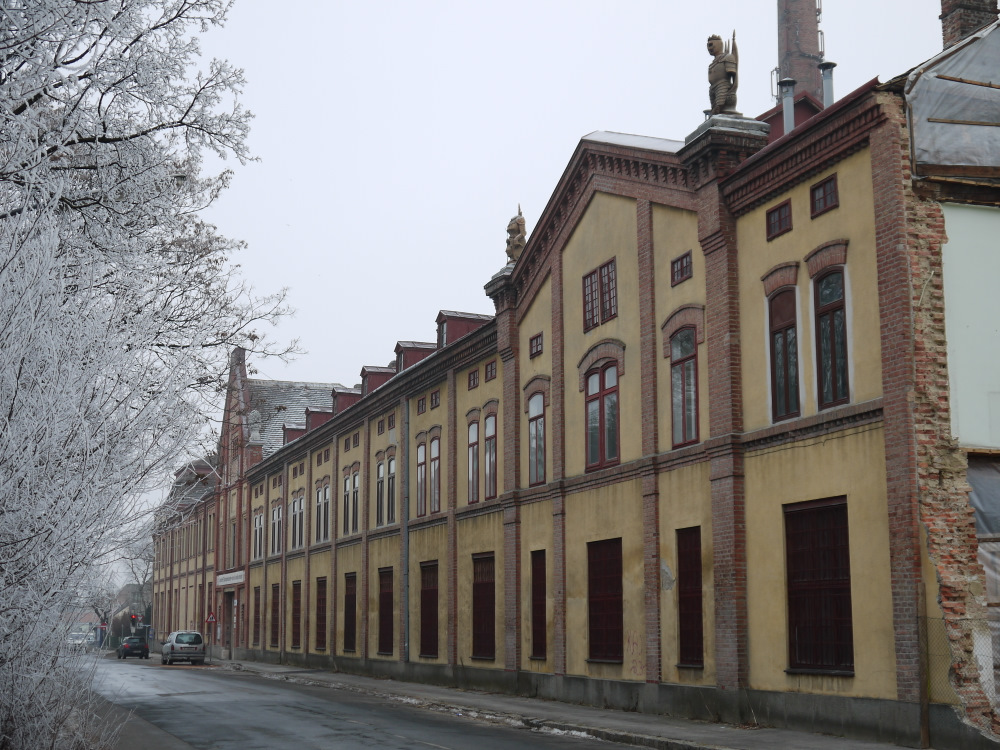
Fàbrica de conserves Inzersdorfer
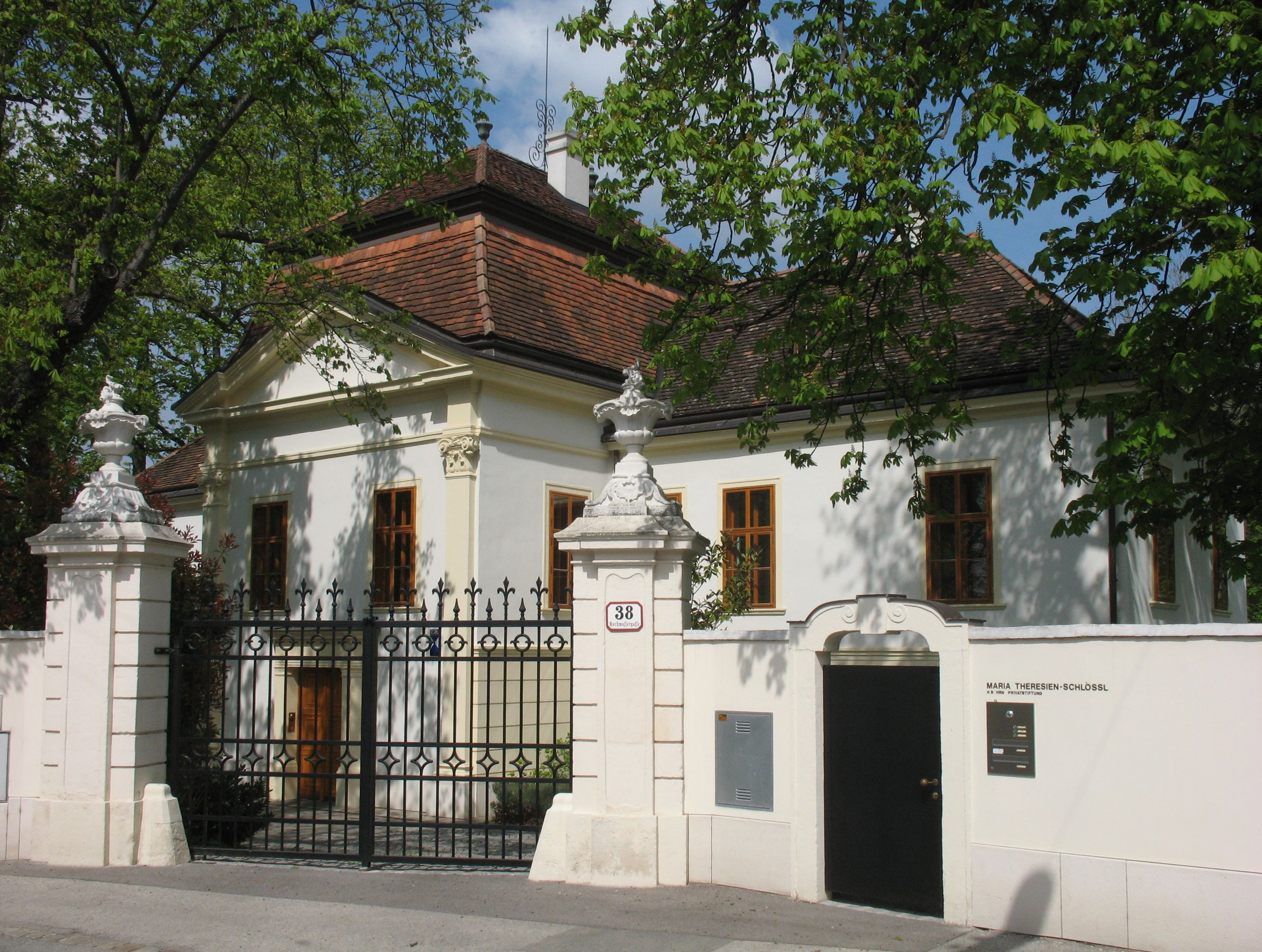
palauet de Maria Theresia
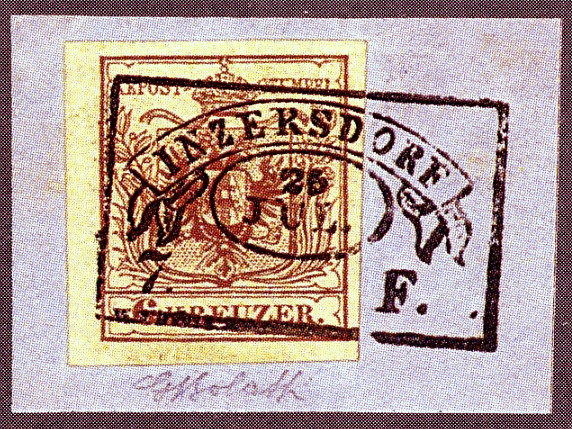
austríac edició 1850 amb segell local d’Inzersdorf